# Rue de la Guadeloupe
La rue de la Guadeloupe est une voie du 18e arrondissement de Paris, en France.

## Situation et accès
La rue de la Guadeloupe est une voie publique située dans le 18e arrondissement de Paris, dans le quartier de la Chapelle. D'orientation ouest-est, elle débute au 67, rue Pajol et se termine au 8, rue de l'Olive. Elle est piétonnière sur sa partie finale, le long du marché de la Chapelle. La rue de la Martinique et la rue de la Louisiane y débouchent et la rue du Canada y débute.

## Origine du nom
Elle porte le nom du département français de la Guadeloupe.

## Historique
Elle fut ouverte sur l'emplacement de l'ancien marché aux vaches de la Chapelle, peu après le rattachement de la commune de la Chapelle-Saint-Denis à Paris. Elle prit le nom de « rue de la Guadeloupe », par un arrêté du 1er février 1877.
Il est à noter que la rue de l'Olive, anciennement « rue L'Olive », dans laquelle elle débouche, avait été ainsi nommée deux ans plus tôt, en 1875, en l'honneur de Charles Liénard de l'Olive, colonisateur de la Guadeloupe au XVIIe siècle.

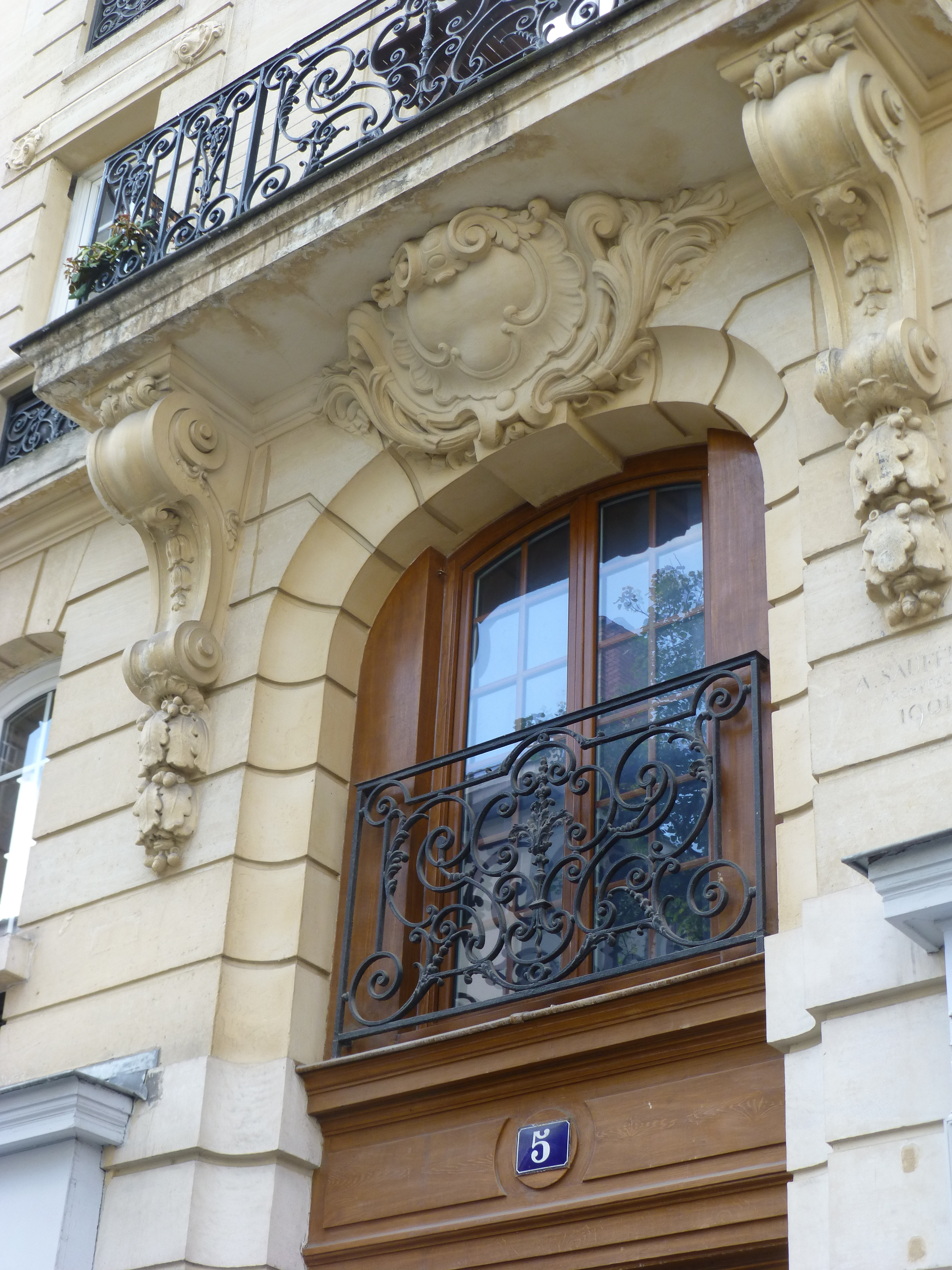
No 5.
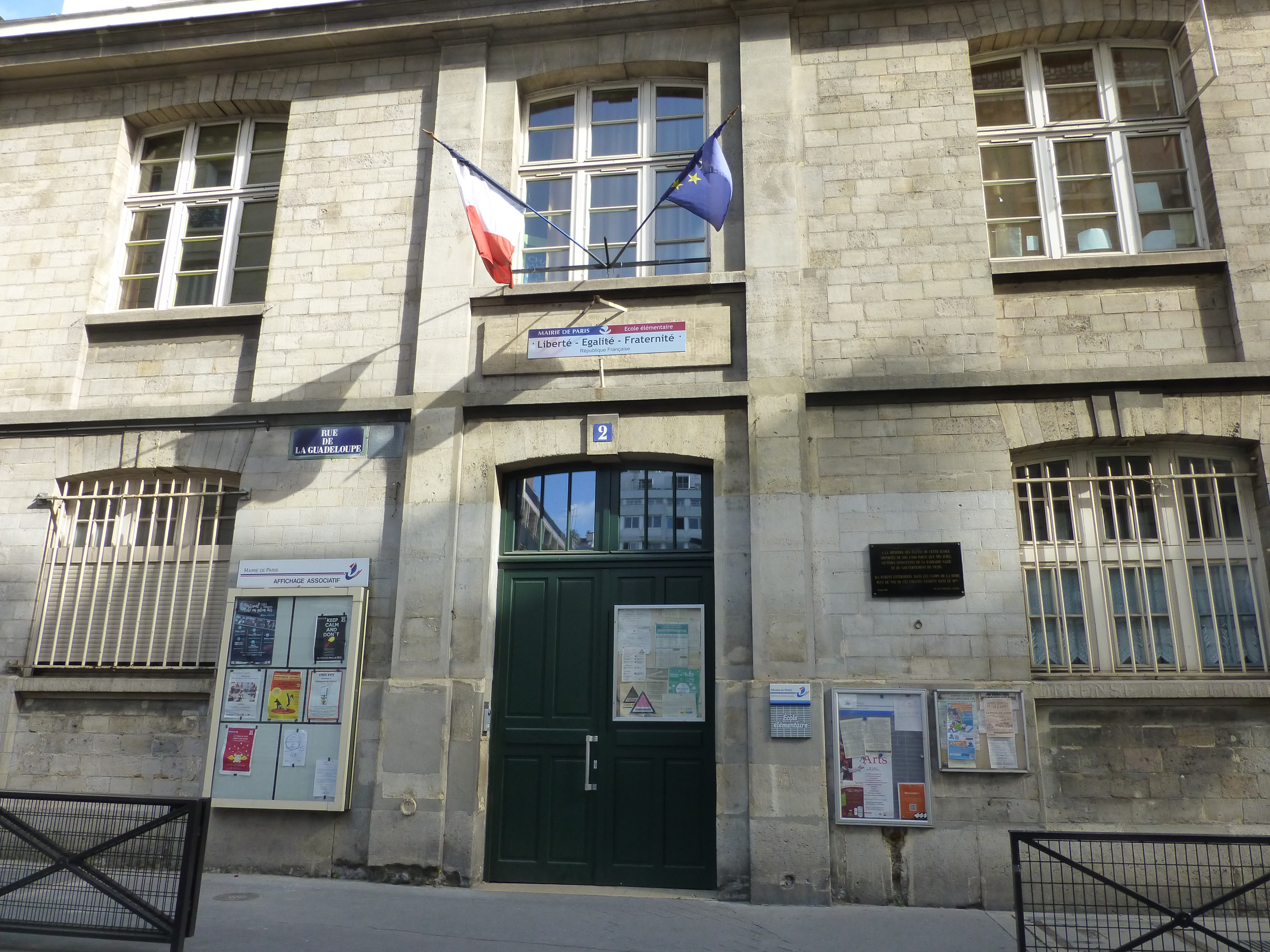
École élémentaire et plaque commémorative.
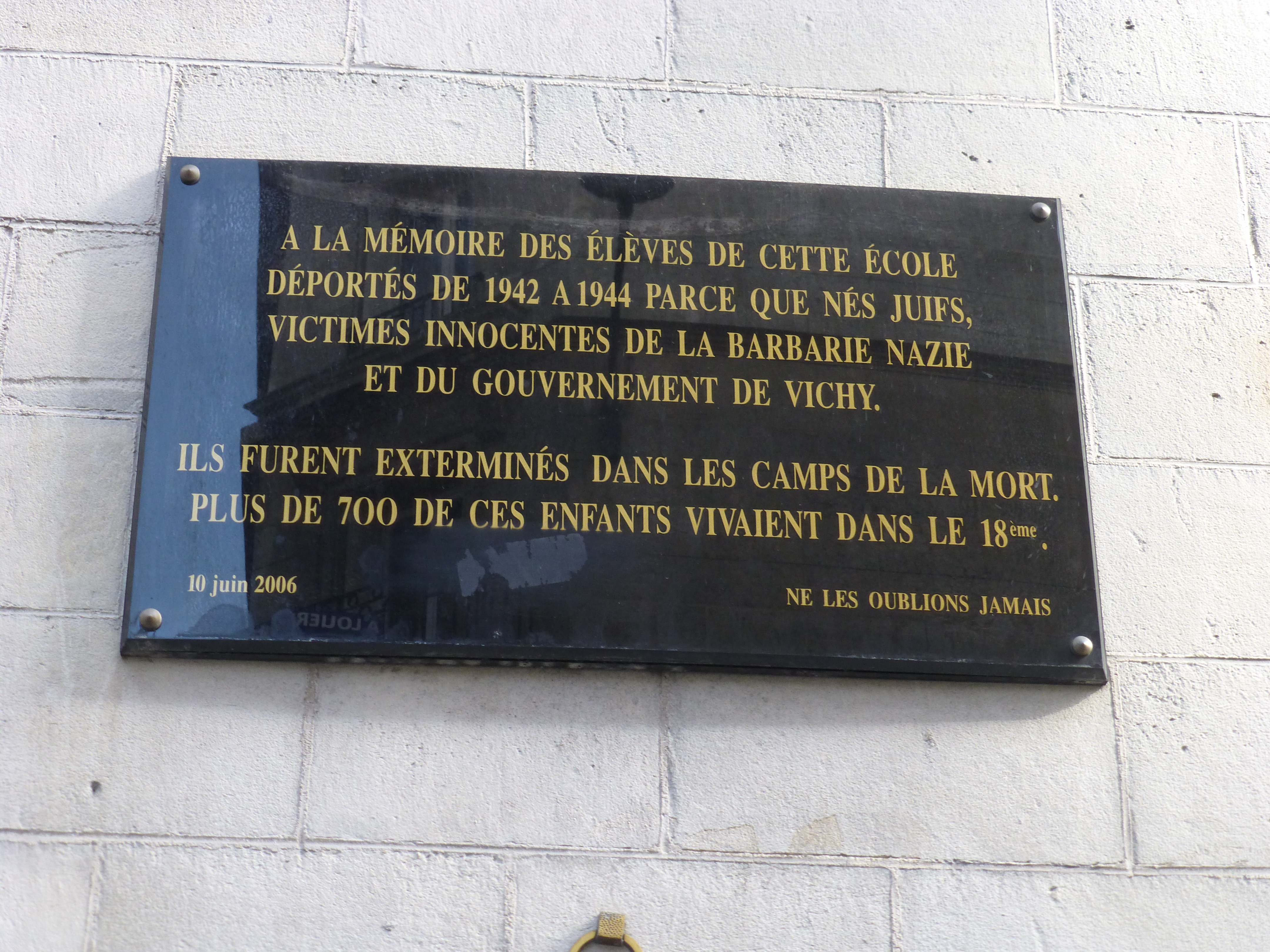
Plaque commémorative (gros plan).